# آن أريكسون
آن أريكسون (بالإنجليزية: Ann Eriksson)‏ (1956)؛ كاتِبة وروائية كندية.